# Drapeau de San Antonio
 (mai 2025).
Si vous disposez d'ouvrages ou d'articles de référence ou si vous connaissez des sites web de qualité traitant du thème abordé ici, merci de compléter l'article en donnant les références utiles à sa vérifiabilité et en les liant à la section « Notes et références ».
Le drapeau de la ville de San Antonio, au Texas, a été dessiné à l'origine par le vétéran de la guerre hispano–américaine William W. Herring le 28 mai 1933. La conception a vu beaucoup plus d'utilisation que le drapeau officiel, mais n'a jamais été officiellement adoptée avant 1976. Le drapeau actuel est une version légèrement modifiée de la conception de Herring, supprimant notamment le texte précédemment affiché.

## Conception
Le drapeau se compose d'une étoile blanche sur un fond bicolore, avec du bleu (officiellement PMS 286) sur le treuil et du rouge (officiellement PMS 200) à la volée. Au milieu de l'étoile se trouve une illustration de l'Alamo décrite et détaillée en noir. Le rouge, le blanc et le bleu sont les couleurs officielles de l'État du Texas, ainsi que les couleurs nationales de facto des États-Unis. En plus de cela, le bleu symbolise la loyauté et le rouge représente le sang, que possède chaque Texan loyal.[L'illustration d'Alamo représente non seulement la bataille et le fort, mais aussi le rôle de la ville dans l'ensemble de la Révolution texane. En ce qui concerne les mesures, la hauteur de l'étoile est de neuf dixièmes de la hauteur du drapeau et la hauteur de l'Alamo est d'un quart de la largeur du drapeau. Le drapeau ressemble à plusieurs autres drapeaux de villes du Texas, comme le drapeau de Houston et le drapeau de Dallas. Tous les trois comportent de grandes étoiles blanches avec un dessin au centre, symbolisant le surnom de "Lone Star State" du Texas.